# Sanada (Klan)

Wappen der Sanada
(Sanada Sechs Münzen)

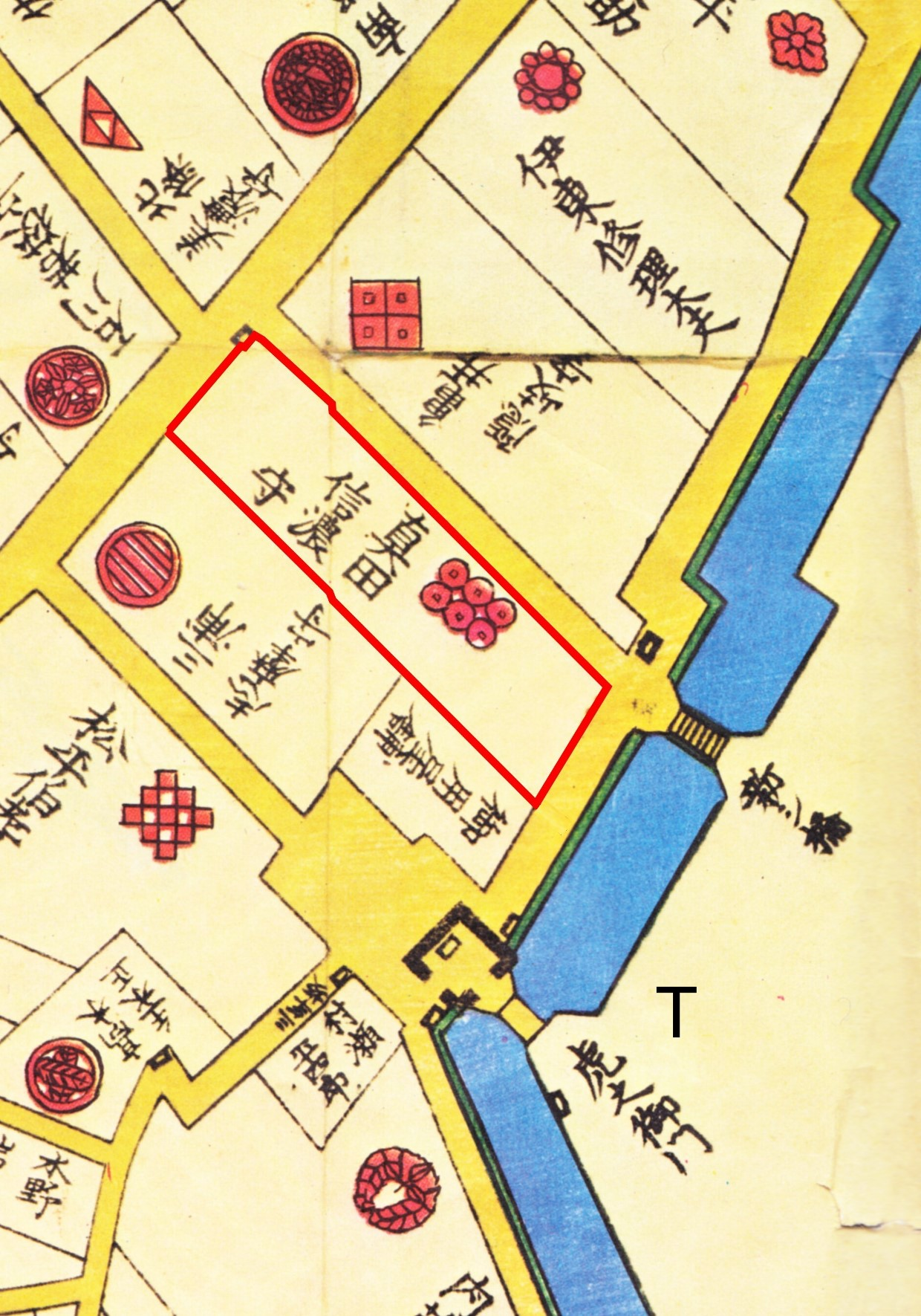
Sanada-Residenz in Edo
(Nähe Toranomon = T)

Die Sanada (japanisch 真田氏, Sanada-shi) waren eine Familie des japanischen Schwertadels (Buke), die aus der Provinz Shinano stammte und die sich auf die Seiwa-Genji zurückführten. Mit einem Einkommen von 100.000 Koku gehörten die in Matsushiro residierenden Sanada zu den größeren Tozama-Daimyō der Edo-Zeit.

## Genealogie
- Yukitaka (幸隆, 1513–1574), Sohn des Unno Munetsua, ließ sich zu Beginn des 16. Jahrhunderts in Sanada nieder und nahm diesen Namen an.
- Masayuki (昌幸, 1544–1608), Yukitakas Sohn, diente erst Takeda Shingen, der ihm die Burg Ueda (Shinano) anvertraute. Nach der Niederlage der Takeda 1582 wandte er sich an Tokugawa Ieyasu, ihm aber seine Domäne abnehmen wollte, um sie Hōjō Ujinao zu geben, der ihm bei der Allianzbildung  gegen Toyotomi Hideyoshi geholfen hatte. Masayuki, verärgert, bat Uesugi Kagekatsu um Hilfe, und besiegte sowohl Ujinao als auch Ieyasu. 1586 belagerte Ieyasu Ueda, aber Masayuki konnte mit Unterstützung Hideyoshis Frieden schließen. In der Schlacht von Sekigahara stand er auf der Seite von Ishida Kazushige, aber sandte seine ältesten Sohn, Nobuyuki, auf die Seite von Ieyasu. Nach der Niederlage wurde Masayuki zum Tode verurteilt, aber sein Sohn konnte das Urteil abwenden. Masayuki wurde nach Kudoyama (Provinz Kii) verbannt, wo er dann starb.
  - Nobuyuki (信之, 1566–1658), ältester Sohn Masayukis, wurde nach der Unterwerfung seines Vaters als Geisel nach Hamamatsu gebracht. Ieyasu gab ihm die Tochter des Honda Tadakatsu, den er ausgebildet hatte, zur Frau. In der Schlacht von Sekigahara focht er auf der Seite von Ieyasu und erhielt die Burgen von Ueda und Numata (Provinz Kōzuke) mit einem Einkommen von 65.000 koku. 1622 wurde Nobuyuki auf die Burg Matsushiro (Shinano) mit 100.000 koku versetzt. Dort regierten er und seine Nachkommen bis zur Meiji-Restauration.
  - Nobushige (信繁, 1567–1615), zweiter Sohn Masayukis, heute besser bekannt unter dem Namen Yukimura, heiratete eine Tochter Ōtani Yoshitakas. Er diente Hideyoshi. Im Jahr 1600 brachte er seinen Vater dazu, gegen Ieyasu anzutreten. Nach der Niederlage wurde auch er nach Kudoyama verbannt. Als Ieyasu gegen Toyotomi Hideyori antrat, rief er Nobushige zu sich, aber dieser lehnte ab, begab sich nach Ōsaka und leistete viel, um die Burg zu verteidigen. Er besiegte Date Masamune bei Hirano, attackierte Honda Tadatomo, fand aber schließlich seinen Tod auf dem Schlachtfeld.
  - Yukitami (幸民, 1850–1903) war der letzte Daimyō der Familie. Er erhielt nach 1868 den Titel Graf.